# Katholikentagsdorf
Das Katholikentagsdorf, auch Katholikentagssiedlung, ist eine Siedlung in Harpen, Bochum. Für den Grundstock erbaten 900 Helfer eine Spende in Höhe eines Stundenlohns (damals etwa 1,60 Mark) von den Teilnehmern des Deutschen Katholikentags 1949 in Bochum. Die katholische Kirche lobte das soziale Projekt.
Die tatsächlichen Kosten stellten sich deutlich höher dar als geplant. Die Spende wurde zudem von den Initiatoren lediglich in eine Stiftung für zinslose Darlehen umgewandelt. Die Siedlergemeinschaft am Schleipweg errichtete bis 1951 31 Häuser, wenige Jahre später 76 Häuser für 144 Familien. Heute zählen zur Siedlung 83 Häuser. Der Fonds für den Bau neuer Häuser besteht auch heute noch und wird gelegentlich in Anspruch genommen.